# Pa-ra-da
Pour plus de détails, voir Fiche technique et Distribution.
Pa-ra-da est un film italien de 2008 réalisé par Marco Pontecorvo.
Le film raconte l'histoire vraie de l'artiste de rue franco-algérien Miloud Oukili, dont le rôle est interprété par l'acteur Jalil Lespert.

## Synopsis
Miloud Oukili, arrivé à Bucarest en 1992, essaie avec difficulté d'aider les "boskettari", ces enfants de la rue, orphelins ou jeunes ayant fui leur maison. Il les aide à s'éloigner de la vie de la rue, de la prostitution, de la drogue (ils sniffent habituellement de la colle ou de la peinture) et réussit à organiser des spectacles clownesques et à faire sourire ces enfants de la rue. Miloud, cependant, ne parvient pas à terminer son travail, car il reste encore beaucoup de garçons et filles qui ont besoin de lui.
Dans le film, Miloud vit à Paris, est fiancé et vit avec sa mère et son oncle, et quand il annonce qu'il part en Roumanie, sa mère et son entourage montrent leur tristesse, mais il entreprend son voyage malgré tout. Deux mois après son arrivée en Roumanie, il se retrouve à la gare de Bucarest, et est accueilli par deux autres travailleurs sociaux, ses amis.
Il remarque également et déplore le fait que les enfants, très jeunes, se droguent déjà en sniffant des sachets de colle et de peinture. Il en reste choqué, et le jour d'après, il décide de les suivre. Il observe qu'ils se retrouvent en petits groupes guidés par un adulte qui gagne de l'argent en se servant d'eux. Ces enfants, cependant, au lieu de "fournir les services promis", volent tout l'argent possible.
Lui s'obstine à les aider, à leur offrir un coup de main et son soutien. Il essaye de gagner leur confiance en faisant des jeux et tours de cirque pour les distraire et les étonner. Il verse une aide à la "cantine des pauvres" et tente de les éloigner de la route de la drogue et de l'alcool. Il leur paye même un bain dans un spa. Il leur met à disposition des services médicaux et fait tout pour aider une jeune fille qui est tombée enceinte. La sœur de cette jeune fille travaille comme strip-teaseuse et ne sait pas comment l'aider autrement qu'en réussissant à rassembler l'argent pour payer l'avortement.
Un jour, Miloud devient un ami de l'adulte « responsable » de ce groupe de boskettari. Il l'invite à passer une nuit dans leur maison qui s'avère alors être un égout plein d'alcool et de drogues. Miloud tombe malade et passe une nuit blanche, ce qui crée l'inquiétude chez les autres travailleurs sociaux. Une fois de retour dans son appartement, il est visiblement contrarié et se lance dans un projet pour aider les boskettari de Roumanie.